# 探險活寶 (第四季)
美國科學奇幻動畫劇集《探險活寶》第四季於2012年4月2日首播，2012年10月22日完結。故事背景設定在「蘑菇戰爭」結束約一千年後的哇賽秘境，主角是人類男孩阿寶和能夠自由伸縮變形的老皮，兩人是好友和養兄弟。第四季主要講述了兩人在哇賽秘境的探險，以及與泡泡糖公主、冰霸王、艾薇爾、腫泡泡公主、嗶莫和火焰公主等人之間發生的故事。
與前幾季相比，在該季的製作過程中，由於編寫新的劇情變得困難，沃德和劇組的工作人員試圖編寫出比以前的內容更有趣且不同的故事。該季的分鏡由科爾·桑切斯、芮貝卡·薛格、索姆雷·瑟亞馮、湯姆·赫皮奇、史蓋勒·佩基、亞子·卡斯圖埃拉、伯特·約恩和史蒂夫·沃夫哈德選寫。並繼續由卡通頻道工作室和弗雷德瑞特工作室共同製作
該季第一集〈水火不容的愛〉獲得了265.5萬的收視率；與上一季相比，觀看卡通頻道的觀眾人數略有下降。該季以〈陰魔王〉作為完結，僅有258.9萬觀眾的收視率。直到第五季才開始回升。該季受大量的好評。此外亦有幾集被提名與獲獎。例如〈餅乾公主〉、〈新青蛙王子〉、〈彩虹姊姊的大秘密〉和〈恐怖替身〉均被安妮獎提名。第四季播出後曾發行數張DVD，收錄了其中部分集數。2014年10月7日首次發行完整第四季的DVD和藍光套裝。

## 開發

### 設定
聚焦於阿寶和老皮的冒險故事，並和泡泡糖公主、冰霸王、艾薇爾、腫泡泡公主和嗶莫等人之間的一系列故事。常見的劇情包括：阿寶和老皮發現某種奇怪的生物、與冰霸王戰鬥、或者與怪獸搏鬥幫助他人。該季情節包括阿寶試圖與火焰公主復合。以及陰魔王利用英雄寶典開啟多重宇宙傳送門，試圖摧毀宇宙中的所有生命。

### 製作
2011年4月6日，艾瑞克·霍曼透過弗雷德瑞特工作室的官方部落格宣布，儘管他無法「確定或否認」該系列是否有意製作第四季，但「如果計劃中決定製作第四季，那麼下週就會開始製作」。2011年4月28日，沃德正式宣布，隨著第三季的分鏡腳本即將完成，許多製作人員已將重心轉移到製作第四季。根據製作數量，首先製作的劇集為〈KUSO大會串〉。不過卻被列為第二集而非首集。
第四季製作期間，沃德和該系列的首席編劇肯特·奧斯本指出，編寫新的劇情變得越來越困難，因為這些編劇「已經使用了很多很酷的點子」，奧斯本將這次低迷稱為「第四季憂鬱症」。沃德接著澄清，「一切仍然變得非常古怪和有趣，但是事情變得有點困難了。你必須更深入地研究。」。為了解決這些問題，編劇團隊嘗試了許多不同的故事走向，例如一種叫精緻屍體的技術，其中一位編劇在一張紙上開始一個故事，然後將其折疊起來，另一位編劇試著完成該故事，不過沃德指出：「這些想法通常很糟」。製作團隊更是決定嘗試不同類型的故事講述，並在節目中加入更多新角色。
該季的製作與前三季相似。每兩集在兩到三頁中描述，其中包含必要的情節信息，隨後交給故事板團隊根據大綱完善故事，撰寫對白，繪製故事板，將大綱擴充為完整的故事情節。劇情設定和著色在加州柏本克完成，動畫則在南韓由草圖韓國和Saerom Animation公司負責。該季的分鏡由科爾·桑切斯、芮貝卡·薛格、湯姆·赫皮奇、史蓋勒·佩基、亞子·卡斯圖埃拉、伯特·約恩和史蒂夫·沃夫哈德撰寫。沃德為該季的編劇團隊感到驕傲，他說：「編劇團隊的每個人都非常有才華，他們都是一群聰明人，非常的聰明」，他又表示：「他們在幫助我們這方面值得讚嘆，因為他們讓我們寫出了很多很酷的想法，因為它們確實是我要說的，對我們正在做的事情的支持」。該季繼續由卡通頻道工作室和弗雷德瑞特工作室共同製作。

## 主要演員
主要配音演員包括老牌配音員約翰·迪·馬吉歐（飾演老皮等角色）、湯姆·肯尼（飾演冰霸王等角色）和海登·沃爾什（飾演泡泡糖公主），以及年輕演員傑里米·沙達（飾演阿寶）和奧莉薇亞·奧爾森（飾演艾薇爾）。沃德本人則繼續為腫泡泡公主配音。前故事板創作團隊成員尼基·楊在劇中飾演遊戲機嗶莫，並以韓語為傑克的女友彩虹獨角獸小姐配音。沃德母親貝蒂·沃德（Bettie Ward）的好友波莉·露·利文斯頓（Polly Lou Livingston）繼續為樹鼻妹一角配音。自第三季末首次引入火燄公主一角，由傑西卡·迪西可配音，並成為阿寶的新伴侶。該季也因該系列的反派陰魔王再度出現而著稱，由朗·帕爾曼配音。配音時，劇組成員會聚在一起共同完成錄音，而非像其他動畫一樣每人單獨錄製自己的台詞再剪輯到一起。沃爾什曾表示劇集的錄音過程「類似劇本圍讀」。這種錄音方式使得人物對白更加自然，其效果也獲得好評。
該季亦有幾位配音員重新回歸先前的角色。包括安迪·米洛納基斯在〈水火不容的愛〉和〈名偵探嗶莫〉中以砸不停一角回歸演出。羅恩·林奇再次在〈愛情夢〉為豬先生配音。馬丁·奧爾森在各兩集〈重返惡夜魔境〉和〈爸爸的小怪獸〉中再度為寒森·阿巴迪爾配音 。 米格爾·費雷爾在〈火星人〉中飾演死神。在同一集中，沃德為亞伯拉罕·林肯配音，亦是試播集內的角色再度登場。 艾瑞克·伊特拉達再次於〈蟲蟲國王〉一集中配音。喬治·武井在〈彩虹姊姊的大秘密〉中為寒黑心配音。賈斯汀·羅蘭於〈都是你害的〉一集中飾演檸檬公爵。基思·大衛於〈有刺客〉一集為火焰國王配音。路・法瑞諾在〈陰魔王〉一集中回歸大隻佬一角。
艾摩·飛利浦在〈KUSO大會串〉中飾演起司塊。鮑伯凱特·戈爾德斯維特和蘇西·艾斯曼在〈蜘蛛怪咖〉中為蜘蛛夫婦配音。作家格雷厄姆·萊恩漢的女兒溫蒂在〈恐怖替身〉中飾演哥莉亞，而萊恩漢的兒子亨利則飾演史多摩。唐納德·法森在〈餅乾公主〉中飾演餅乾。湯姆·甘米爾、梅麗莎・維拉塞諾、肯尼和費瑞爾在〈火星人〉中飾演有著四張臉的火星神格羅·戈伯·格羅·格羅德。馬修·波特歷在〈誰會贏〉中飾演淅瀝哥，而甘米爾飾演白閃閃。保羅·F·湯普金斯在〈有刺客〉中飾演弗尼斯。布賴恩·多伊爾·穆雷和喬納森·卡茨在〈新青蛙王子〉中分別飾演巨大王子和長老。其中，卡茨原本要在上一季中飾演一名角色，但因日程安排產生衝突而不得不離開。
此外，湯姆·肯尼、迪·布拉雷·貝克爾、瑪莉亞·班福德、史蒂夫·李特和肯特·奧斯本等人也在劇中為多個小角色配音。

## 播出和反響

### 收視
第四季於2012年4月2日首播，首集〈水火不融的愛〉約有265.5萬名觀眾收看，比前一季首播集相比有所下滑，其2-11、6-11和9-14歲的兒童以及2-11、6-11和9-14歲的男孩觀眾中排名第一。第16集〈燒燙燙的愛〉約有350.4萬名觀眾收看，使其成為該系列中收視率最高的一集。第23集〈新青蛙王子〉雖然應為總集數第100集，不過按播出順序卻是第101集，並於2012年10月1日首播。季終集〈陰魔王〉於2012年10月22日首播，獲得熱烈反響，收視觀眾人數達到2.589萬，其2-11歲，6-11歲和9-14歲的男孩觀眾人數在當周所有電視節目中排名第一。該季的播出時間移至星期一下午7:30。而前三季皆在星期一的下午8:00播出。

### 評價和獲獎
《偏鋒雜誌》的麥克·李奇瓦利爾對第四季在五星中給出四星的評價。李奇瓦利在爾評論中因其角色的「成長」而給該劇正面的讚譽，並且表示「劇中的對話是當前所有動畫裡其中一個做得最好的」。他給出一個結論：這部劇「幾乎沒有失誤」。第四季亦是影音俱樂部評論的第一個季別，評論家奧利弗·薩瓦寫道：「本劇的第四季『變成了另一種野獸』，是這部影集『迄今為止最強而有力的一季』」。影音俱樂部採用字母評級為每集評分；本季共獲得3個「C」、8個「B」與13個「A」。
本季共有四集被安妮獎提名，〈餅乾公主〉被最佳兒童電視動畫獎提名，〈新青蛙王子〉被最佳動畫製作設計獎提名，〈彩虹姊姊的大秘密〉和〈恐怖替身〉皆被電視動畫分鏡傑出成就獎提名。不過這四集皆未能成功獲獎。而〈紙牌戰爭〉則獲得金輪獎最佳音效編輯獎的聲音特效、對話及ADR配音。

## 集數
| 總集數 | 集數 （季） | 標題                                    | 導演                     | 編劇和分鏡創作                            | 首播日期       | 製作 代碼 | 美國收視人數 （百萬） |
| --- | ----------- | --------------------------------------- | ------------------------ | ----------------------------------------- | -------------- | --------- | --------------------- |
| 79 | 1           | 水火不容的愛 Hot to the Touch           | 賴瑞·萊奇力特、亞當·穆托 | 科爾·桑切斯、芮貝卡·薛格                  | 2012年4月2日   | 1008-082  | 2.66                  |
| 80 | 2           | KUSO大會串 Five Short Graybles          | 賴瑞·萊奇力特、內特·凱什 | 湯姆·赫皮奇、史蓋勒·佩基、科爾·桑切斯     | 2012年4月9日   | 1008-079  | 待定                  |
| 81 | 3           | 蜘蛛怪咖 Web Weirdos                    | 賴瑞·萊奇力特、內特·凱什 | 亞子·卡斯圖埃拉、傑西·莫納漢              | 2012年4月16日  | 1008-081  | 待定                  |
| 82 | 4           | 愛情夢 Dream of Love                    | 賴瑞·萊奇力特、亞當·穆托 | 伯特·約恩、索姆雷·瑟亞馮                  | 2012年4月23日  | 1008-080  | 待定                  |
| 83 | 5           | 重返惡夜魔境 Return to the Nightosphere | 賴瑞·萊奇力特、內特·凱什 | 亞子·卡斯圖埃拉、傑西·莫納漢              | 2012年4月30日  | 1008-085  | 待定                  |
| 84 | 6           | 爸爸的小怪獸 Daddy's Little Monster     | 賴瑞·萊奇力特、亞當·穆托 | 科爾·桑切斯、芮貝卡·薛格                  | 2012年4月30日  | 1008-086  | 待定                  |
| 85 | 7           | 學人精 In Your Footsteps                | 賴瑞·萊奇力特、內特·凱什 | 湯姆·赫皮奇、史蓋勒·佩基                  | 2012年5月7日   | 1008-083  | 待定                  |
| 86 | 8           | 抱抱狼 Hug Wolf                         | 賴瑞·萊奇力特、亞當·穆托 | 伯特·約恩、索姆雷·瑟亞馮                  | 2012年5月14日  | 1008-084  | 待定                  |
| 87 | 9           | 怪獸公主 Princess Monster Wife          | 賴瑞·萊奇力特、亞當·穆托 | 伯特·約恩、索姆雷·瑟亞馮                  | 2012年5月28日  | 1008-088  | 待定                  |
| 88 | 10          | 恐怖替身 Goliad                         | 賴瑞·萊奇力特、內特·凱什 | 湯姆·赫皮奇、史蓋勒·佩基                  | 2012年6月4日   | 1008-087  | 待定                  |
| 89 | 11          | 靈界歷險記 Beyond This Earthly Realm    | 賴瑞·萊奇力特、內特·凱什 | 亞子·卡斯圖埃拉、傑西·莫納漢              | 2012年6月11日  | 1008-089  | 待定                  |
| 90 | 12          | 肥油泡泡魅力 Gotcha!                    | 賴瑞·萊奇力特、亞當·穆托 | 科爾·桑切斯、芮貝卡·薛格                  | 2012年6月18日  | 1008-090  | 2.39                  |
| 91 | 13          | 餅乾公主 Princess Cookie                | 賴瑞·萊奇力特、內特·凱什 | 湯姆·赫皮奇、史蓋勒·佩基                  | 2012年6月25日  | 1008-091  | 待定                  |
| 92 | 14          | 紙牌戰爭 Card Wars                      | 賴瑞·萊奇力特、亞當·穆托 | 伯特·約恩、索姆雷·瑟亞馮                  | 2012年7月16日  | 1008-092  | 待定                  |
| 93 | 15          | 火星人 Sons of Mars                     | 賴瑞·萊奇力特、內特·凱什 | 亞子·卡斯圖埃拉、傑西·莫納漢              | 2012年7月23日  | 1008-093  | 待定                  |
| 94 | 16          | 燒燙燙的愛 Burning Low                  | 賴瑞·萊奇力特、亞當·穆托 | 科爾·桑切斯、芮貝卡·薛格                  | 2012年7月30日  | 1008-094  | 3.50                  |
| 95 | 17          | 名偵探嗶莫 BMO Noire                    | 賴瑞·萊奇力特、內特·凱什 | 湯姆·赫皮奇、史蓋勒·佩基                  | 2012年8月6日   | 1008-095  | 待定                  |
| 96 | 18          | 蟲蟲國王 King Worm                      | 賴瑞·萊奇力特、亞當·穆托 | 伯特·約恩、索姆雷·瑟亞馮、史蒂夫·沃夫哈德 | 2012年8月13日  | 1008-096  | 待定                  |
| 97 | 19          | 彩虹姊姊的大秘密 Lady & Peebles         | 賴瑞·萊奇力特、亞當·穆托 | 科爾·桑切斯、芮貝卡·薛格                  | 2012年8月20日  | 1008-098  | 2.75                  |
| 98 | 20          | 都是你害的 You Made Me                  | 賴瑞·萊奇力特、內特·凱什 | 湯姆·赫皮奇、傑西·莫納漢                  | 2012年8月27日  | 1008-099  | 待定                  |
| 99 | 21          | 誰會贏 Who Would Win                    | 賴瑞·萊奇力特、內特·凱什 | 亞子·卡斯圖埃拉、傑西·莫納漢              | 2012年9月3日   | 1008-097  | 待定                  |
| 阿寶和老皮試圖與一位名為白閃閃的怪物決鬥，隨後兩人發生爭執，最終彼此打起架來。直到淅瀝哥（馬修·柏德瑞克配音）前來化解衝突才使兩人成功擊敗白閃閃。 |             |                                         |                          |                                           |                |           |                       |
| 100 | 22          | 有刺客 Ignition Point                   | 賴瑞·萊奇力特、亞當·穆托 | 伯特·約恩、索姆雷·瑟亞馮                  | 2012年9月17日  | 1008-101  | 2.26                  |
| 阿寶和老皮偽裝成火焰王國的人民，為了尋找火燄公主而潛入火焰王國。卻意外發現發現一場要暗殺火焰國王（凱斯·大衛配音）的陰謀並試圖阻止它。 |             |                                         |                          |                                           |                |           |                       |
| 101 | 23          | 新青蛙王子 The Hard Easy                | 賴瑞·萊奇力特、內特·凱什 | 湯姆·赫皮奇、史蓋勒·佩基                  | 2012年10月1日  | 1008-100  | 2.64                  |
| 一群長腳的魚請求阿寶和老皮保護他們免受捕食者超級青蛙的攻擊。 |             |                                         |                          |                                           |                |           |                       |
| 102 | 24          | 阿鵝新王國 Reign of Gunters             | 賴瑞·萊奇力特、內特·凱什 | 亞子·卡斯圖埃拉、傑西·莫納漢              | 2012年10月8日  | 1008-102  | 1.85                  |
| 阿鵝偷走惡魔許願眼之後，不斷創造了自己的分身並試圖統治糖果王國，造成一場巨大的混亂。 |             |                                         |                          |                                           |                |           |                       |
| 103 | 25          | 失去的記憶 I Remember You               | 賴瑞·萊奇力特、亞當·穆托 | 科爾·桑切斯、芮貝卡·薛格                  | 2012年10月15日 | 1008-103  | 2.54                  |
| 冰霸王和艾薇爾創作一首歌曲，艾薇爾試圖讓冰霸王回想起他的過去。原來艾薇爾和冰霸王早在一千年前的核戰之後便已認識，但因為冰霸王的皇冠使其變得瘋狂，為了保護艾薇爾最終不得不離開她。                                                                                         |             |                                         |                          |                                           |                |           |                       |
| 104 | 26          | 陰魔王 The Lich                         | 賴瑞·萊奇力特、內特·凱什 | 湯姆·赫皮奇、史蓋勒·佩基                  | 2012年10月22日 | 1008-104  | 2.59                  |
| 阿寶做了關於陰魔王的不祥之夢，決定與老皮警告大隻佬。大隻佬說他們必須蒐集所有皇冠上的寶石，然後置入英雄寶典中便可阻止陰魔王。最後阿寶和老皮卻發現，大隻佬其實是陰魔王假扮的，而真正的大隻佬早已被殺死。陰魔王穿越利用英雄寶典開啟的多元宇宙傳送門，而阿寶和老皮緊追在後。 |             |                                         |                          |                                           |                |           |                       |

## 家庭媒體
第四季播出後，華納家庭娛樂曾發行數套DVD，收錄了其中的部分集數。卡通頻道在其官方商店銷售這些DVD套裝，iTunes Store和亞馬遜也提供了第四季全集供觀眾下載。
2014年10月7日，華納和卡通頻道發行了第四季全集的DVD套裝和藍光套裝。
| 探險活寶：第四季完整版                                                                        |                                                                                               | | |
| 套裝内容和格式                                                                                | 套裝内容和格式                                                                                | 特別收錄 | 特別收錄 |
| - 全部26集 - 2碟套裝（DVD） - 1碟套裝（藍光光碟） - 1.78:1 寬高比 - 英文字幕 - 英語杜比立體聲 | - 全部26集 - 2碟套裝（DVD） - 1碟套裝（藍光光碟） - 1.78:1 寬高比 - 英文字幕 - 英語杜比立體聲 | - 全部26集評論音轨： - 由潘得頓·沃德、芮貝卡·薛格、亞當·穆托、湯姆·赫皮奇、科爾·桑切斯、傑西·莫納漢、亞子·卡斯圖埃拉、內特·凱什和安迪·利斯泰諾錄製 - 《遙遠的樂隊：探險活寶的音樂》專題報導 由潘得頓·沃德、芮貝卡·薛格、帕特里克·麥克海爾和傑西·莫納漢出鏡 | - 全部26集評論音轨： - 由潘得頓·沃德、芮貝卡·薛格、亞當·穆托、湯姆·赫皮奇、科爾·桑切斯、傑西·莫納漢、亞子·卡斯圖埃拉、內特·凱什和安迪·利斯泰諾錄製 - 《遙遠的樂隊：探險活寶的音樂》專題報導 由潘得頓·沃德、芮貝卡·薛格、帕特里克·麥克海爾和傑西·莫納漢出鏡 |
| 發行日期                                                                                      |                                                                                               | | |
| 區域1                                                                                         | 區域4                                                                                         | 區域A | 區域B |
| 2014年10月7日                                                                                 | 2014年11月12日                                                                                | 2014年10月7日 | 2014年11月12日 |